# Tahiannihouq
Tahiannihouq (Tahinnihouq), pleme američkih Indijanaca poznato tek po izvorima iz La Salleove ekspedicije iz 1687. u kojima se spominju kao neprijatelji Kadohadacho Indijanaca s Red River iz Louisiane. 
Nema točnih naznaka gdje su oni mogli živjeti, a njihovo područje (prema Thomas N. Campbell-u) moralo se nalaziti sjeverno od Red Rivera